# Stig Andersen Hvide
Stig Andersen Hvide, död 1293, var en dansk marsk som dömdes fredlös efter mordet på kung Erik Klipping i Finderup 1286. Marsk Stig och några andra fredlösa danska stormän tog efter domen sin tillflykt till Norge. De deltog i norska krigståg mot Danmark och byggde en borg på ön Hjelm, utanför Djursland, där de bland annat framställde mynt.
Marsk Stig förekommer i danska folksånger, de så kallade Marsk Stig-viserne. De tidigaste uppteckningarna är från 1500-talet.